# Thierry Pfister
Pour les articles homonymes, voir Pfister.
Thierry Pfister, né à Vanves (Hauts-de-Seine) le 9 décembre 1945, est un journaliste, écrivain et homme politique français.

## Biographie
Thierry Pfister est issu d’une famille protestante du Havre d’origine suisse enrichie dans le négoce du coton et du café. Avec un père directeur d’une entreprise de torréfaction, il est élevé au Havre (lycée François-Ier) puis à Roanne (lycée Jean-Puy) dans un milieu bourgeois, protestant mais athée qui l’inscrit au catéchisme pour sa formation culturelle. Politiquement, il est imprégné par une culture familiale républicaine et anticommuniste mais partagée entre le mendésisme des enfants et le gaullisme des parents. 
N’émergeant qu’après la guerre d'Algérie, sa conscience politique l’oriente vers une carrière politique. Ainsi, quand il entre à l’École supérieure de journalisme de Lille (1964), il prend sa carte à la SFIO. En son sein, ses positions singulières – à la fois en faveur de la candidature Gaston Defferre à l'élection présidentielle de 1965 et de l’alliance avec le Parti communiste français (PCF) – ne l’empêchent pas de prendre la tête du groupe étudiant et de s’allier aux jeunesses du PCF et du Parti socialiste unifié (PSU) pour contrôler l’AGE (Association générale des étudiants, structure locale de l’UNEF, l'Union nationale des étudiants de France). Cela lui vaut des demandes d’exclusion mais le responsable du Mouvement de jeunes socialistes, Pierre Mauroy, le couvre. Il en résulte une amitié qui favorise sa promotion au rang de secrétaire national des étudiants socialistes et de secrétaire national adjoint des Jeunes socialistes (1965).
À sa sortie de l’ESJ de Lille en juin 1967, il s’inscrit en doctorat à l’Institut français de presse (IFP) de Paris mais gagne la bourse Francis-Lauga qui lui permet de travailler un mois à Europe 1. Après un séjour au Québec, il gagne une autre bourse qui lui permet de passer un mois aux États-Unis au sein d’un programme (Young Leaders) auquel participent Gérard Carreyrou, futur patron de la rédaction de TF1, Jean-Pierre Prévôt, futur secrétaire général de La Voix du Nord, et Jean-Pierre Chevènement. De retour à Paris, il effectue un stage au Monde mais, celui-ci conditionnant son embauche au fait qu'il ait accompli ses obligations militaires, il effectue son service. À sa sortie de l'armée, il travaille pour Jean-Pierre Chevènement au sein du cabinet noir du ministre algérien de l’Énergie. Il passe ainsi six mois à effectuer des études. Mais il ne cesse pas pour autant ses activités politiques.
Ainsi au conseil national de la SFIO qui suit Mai 68, il n’hésite pas à intervenir pour refuser le vote du quitus à Guy Mollet et à la direction du parti. De même, en tant que responsable des étudiants, il soutient toutes les démarches de rénovation interne dans un sens unitaire et se retrouve à la fois membre fondateur du CERES et du CEDEP. Il est toutefois plus proche du leader de ce dernier, Pierre Mauroy, dont il écrit les discours lors de sa campagne pour le premier secrétariat. L’échec du congrès d’Issy-les-Moulineaux (juillet 1969) l’amène à reconsidérer ses perspectives de carrière politique. François Mitterrand, dont il vient de soutenir la candidature à contre-pied de son organisation, l’invite bien à rejoindre son équipe mais il préfère faire le choix du journalisme.

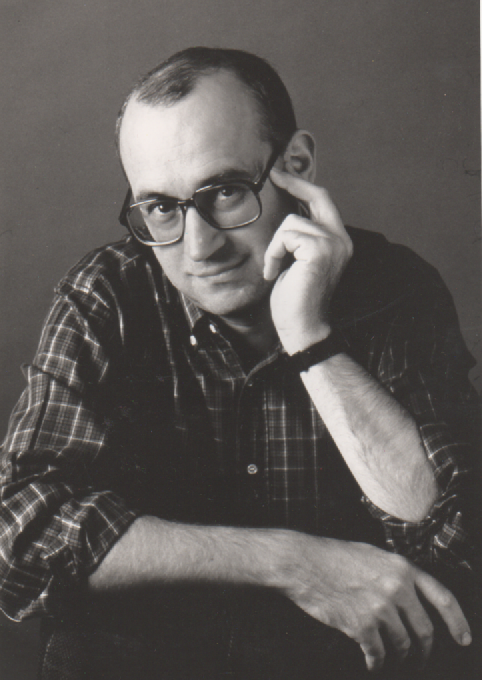
Thierry Pfister (photo Ed Albin Michel).

Il entre donc au service politique du Monde en septembre 1969 avec l’obligation de ne plus se manifester publiquement. Mais au bout de quelques mois, la direction du Parti socialiste (PS) en la personne de Pierre Bérégovoy l’oblige à rendre sa carte.
Recruté pour ses connaissances des milieux étudiants et politiques, il porte d’abord son attention sur l’extrême gauche au point d’en tirer un livre en 1972 (Tout savoir sur le gauchisme, Filipacchi). Il suit ensuite le processus d’Union de la gauche et de reconstruction du PS. Favorable à la démarche unitaire de François Mitterrand, il se définit pourtant comme un social-démocrate qui, attaché aux liens du parti avec le mouvement syndicaliste et mutualiste, se retrouve plutôt dans la sensibilité de Pierre Mauroy. Imperméable au marxisme, son soutien au Programme commun est d’ailleurs plus utilitariste qu’idéologique et son rapport au PCF transparaît dans l’ouvrage qu’il publie avec André Laurens, le futur directeur du Monde, sur Les Nouveaux Communistes (Stock, 1973).
Soutenant, avec le reste de la rédaction, la candidature François Mitterrand à l’élection présidentielle de 1974, il se voit de nouveau proposer de rejoindre l’équipe de ce dernier. Son refus réduit alors ses rapports avec le premier secrétaire à des relations purement professionnelles. Parallèlement, il prend en 1976 des responsabilités éditoriales en remplaçant chez Balland Michèle Cotta à la direction de la collection « Face à face ». Il y édite plusieurs ouvrages en 1977 mais cela ne l’empêche d’aller chez Albin Michel publier, sur le modèle des Gaullistes de Pierre Viansson-Ponté, un ouvrage sur Les Socialistes (1977). Élaboré à partir de questionnaires envoyés aux dirigeants, ce livre lui vaut d’ailleurs une rupture totale de ses relations avec Mitterrand.
Il rompt aussi définitivement avec Jean-Pierre Chevènement à l’occasion des renégociations du Programme commun (été 1977) et ne ménage pas François Mitterrand après la défaite de 1978. Michel Rocard lui apparaît alors comme un homme du renouveau sans pour autant le prendre au sérieux et c'est donc toujours Pierre Mauroy qu’il soutient au congrès de Metz. Il a, alors, pris un certain poids au sein du Monde depuis qu’il s’est opposé, en tant que vice-président de la société des rédacteurs, au prolongement du mandat de Jacques Fauvet. Apparaissant, au sein de la rédaction, au premier rang des futurs prétendants au pouvoir, il quitte le service politique pour intégrer le supplément du samedi. Il est encouragé à écrire un article virulent sur la Nouvelle Droite afin de discréditer Le Figaro Magazine.
Tout en travaillant au Monde, Thierry Pfister collabore, comme chroniqueur politique, aux quotidiens l'Alsace, publié dans le Haut-Rhin, le Télégramme de Brest, les Nouvelles de Tahiti et le Journal de Genève.
En mai 1979, des raisons familiales l’amènent à quitter Le Monde. C'est là que  Franz-Olivier Giesbert l’invite à rejoindre Le Nouvel Observateur et le met en contact avec Jean Daniel. Cherchant à professionnaliser le journal tout en évinçant Georges Mamy, ce dernier lui offre la direction du service politique.
Entrant rue d’Aboukir en septembre 1979, il tend dans un premier temps à se comporter comme un « colonel » du Monde, c'est-à-dire ayant la pleine maîtrise de sa rubrique. Il est très vite confronté à l’interventionnisme de Jean Daniel qui attribue lui-même la surface des articles politiques et sape son autorité auprès de journalistes qui, à l’instar de Kathleen Evin, refusent de se faire corriger par lui. 
Ne désirant pas s’investir à long terme dans l’hebdomadaire, il choisit donc d’en faire le minimum et de se contenter d’écrire ses papiers. Ceux-ci portant d’abord sur la gauche socialiste, il n’hésite pas à décrire, dans son premier article, Pierre Mauroy comme « le 3e homme du PS pour 81 » (1er octobre 1979). À la suite d’un entretien avec Lionel Jospin en janvier 1980, il cesse de traiter du PS pour s’attacher essentiellement à la couverture de Matignon et de l’Élysée. Il effectue aussi quelques analyses de fond sur le personnel politique ou sur la Nouvelle Droite. Il reste attaché à l’exécutif jusqu’à ce qu’il soit amené à couvrir la campagne présidentielle. S’il dénonce à cette occasion le masque du libéralisme giscardien, il se brouille au sujet de la couverture Pourquoi Mitterrand peut gagner ? (no 846 – 26 janvier 1981) et prend la décision de cesser sa collaboration après les élections. Et, à peine Pierre Mauroy nommé Premier ministre, avant même la constitution de son gouvernement, il quitte l'hebdomadaire pour rejoindre Matignon.
Il devient ainsi, de mai 1981 à juillet 1984, c'est-à-dire durant les trois gouvernements dirigés par Pierre Mauroy, tour à tour conseiller technique au cabinet du Premier ministre, puis chef adjoint du cabinet et enfin chargé de mission auprès du Premier ministre, c'est-à-dire rattaché directement à celui-ci hors hiérarchie de cabinet.

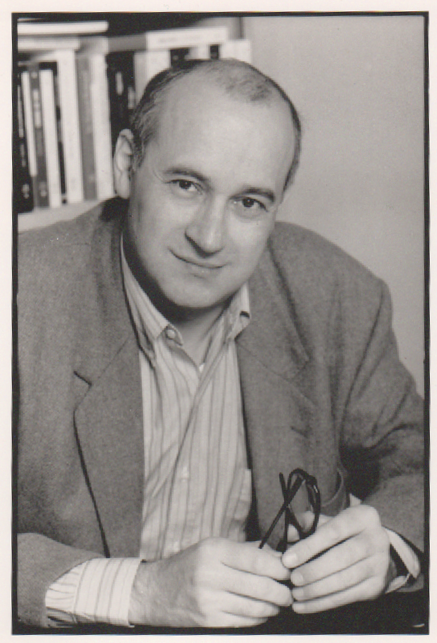
Thierry Pfister en 1994, à la sortie de son livre Le Nègre du palais.

Il rend compte de cette période dans un ouvrage, La vie quotidienne à Matignon au temps de l'union de la gauche, sorti en 1985 et qui est présenté lors de sa parution, à la une du Figaro dont la rédaction est alors dirigée par Franz-Olivier Giesbert, comme une opération contre le nouveau Premier ministre Laurent Fabius. Pendant cette période, Thierry Pfister prend, en outre, la direction de la séculaire Revue politique et parlementaire, fonction qu'il conservera jusqu'au rachat de cette publication, au milieu des années 1980, par Claude de Kémoularia, ancien ambassadeur de France auprès de l'ONU.
À la fin de 1985, Thierry Pfister devient éditeur chez Albin Michel où il occupe successivement les fonctions de secrétaire général puis de directeur littéraire. Son activité est marquée notamment par la sortie de nombreux documents polémiques dont le dossier sur le financement occulte du Parti socialiste par la société de conseils Urba, rédigé par l'inspecteur de la brigade financière de Marseille Antoine Gaudino. 
Certains de ces documents provoquent de retentissants procès, en particulier autour du cas de Lucie et Raymond Aubrac, ou ensuite face à l'ancien ministre délégué à la Justice, Georges Kiejman. Lui même signe, en collaboration avec Fabrizio Calvi, diverses enquêtes portant soit sur les services de renseignement (« L'œil de Washington ») soit sur la vie économique (« Le repas des fauves »). 
Pendant l'été 1991, il est le rédacteur, sous le pseudonyme de Gérard Bruno, d'un feuilleton dans le journal Les Échos qui met en scène en l'épinglant le nouveau ministère des Finances installé à Bercy et dirigé alors par Pierre Bérégovoy, texte qui sera publié en ouvrage, à l'automne, sous le titre « Le cadavre de Bercy ».

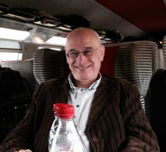
Thierry Pfister en 2015.

La même année, avec le réalisateur gallois Gareth Jones, il écrit pour la chaine de télévision britannique Channel 4, une série de trois films de 52 minutes consacrés aux relations entre les juifs et les chrétiens dans le monde des origines à nos jours, qui sont tournés par Taxi production sous le titre Au nom du même Père.
De 1988 à 1991, Thierry Pfister dirige également un séminaire dans le cadre de l'École nationale d'administration.
En 2008, après avoir pris sa retraite, Thierry Pfister se présente à l'élection municipale de Narbonne (Aude) sur une liste sans étiquette qui recueille 8 % des suffrages. Il en tire une chronique parue sous le titre Voyage au pays Neu-Neu.
Il se consacre ensuite à l'écriture et sort, en 2009, un roman sur l'Argentine de l'après-dictature Le pont de l'Âme.

## Publications
- Le Gauchisme, Filipacchi, 1972.
- Les Nouveaux Communistes, avec André Laurens, Stock, 1973.
- Les Socialistes, Albin Michel, 1977.
- La Vie quotidienne à Matignon au temps de l'union de la gauche, Hachette, 1985.
- Dans les coulisses du pouvoir, Albin Michel, 1986.
- La République des fonctionnaires, Albin Michel, 1988.
- Lettre ouverte à la génération Mitterrand qui marche à côté de ses pompes, Albin Michel, 1988.
- Le Cadavre de Bercy, Albin Michel, 1991.
- Le Nègre du palais, Albin Michel, 1994.
- Le mort qui parle, Albin Michel, 1995.
- L'Œil de Washington, avec Fabrizio Calvi, Albin Michel, 1997.
- Lettre ouverte aux gardiens du mensonge, Albin Michel, 1998.
- Le Repas des fauves, avec Fabrizio Calvi, Albin Michel, 2000.
- Voyage au pays "neu-neu", Albin Michel, 2008.
- Le Pont de l'âme, Albin Michel, 2009.
- Tu ne crois pas que tu exagères, Paris, Albin Michel, 28 septembre 2016, 384 p. (ISBN 978-2-226-39182-7 et 2226391827), p. 18 et suivantes.

### Autres sources
- Entretien de Thierry Pfister avec François Kraus, Paris, 2004, éditions Albin Michel, 2009.